# Wesley Woods
Wesley Woods (* 3. Juni 1986 als Shane Henderson in Neylandville, Texas) ist ein US-amerikanischer ehemaliger Schwulen-Pornodarsteller. Außerdem tritt er als Standup-Comedian auf.
Woods wurde mit mehreren Preisen ausgezeichnet. Im Oktober 2019 gab er seinen Rückzug als Pornodarsteller bekannt.

## Karriere
Woods stieg 2015 auf Anraten seiner Mitbewohnerin Silvia Saige, die selbst als Pornodarstellerin aktiv ist, in das Pornogeschäft ein. Sein Künstlername entstand aus dem Namen der Hauptstraße seiner Heimatstadt und den Kindheitserinnerungen im Wald; dass so auch ein Kirchencamp heißt, sehe er als Zeichen Gottes. Er spielte seitdem in über 100 Szenen und Filmen, unter anderen auch mit den bekannten Namen Trenton Ducati, Billy Santoro, Johnny Rapid, Diego Sans und Colby Keller für Studios wie Men.com und Falcon Studios. Seit 2017 erhielt Woods Nominierungen und Auszeichnungen der renommierten Filmpreise für die schwule Pornoindustrie, 2019 für den Film Jack & Zack make a Porno und als Performer des Jahres bei den GayVN Awards. Im August 2018 erlebte er mit einem Freund in West Hollywood einen homophoben Angriff durch drei Männer, zu dem er auf Twitter eine Botschaft postete, die in der LGBT-Community viel geteilt wurde. 2019 gab er sein Debüt in bisexuellen Pornos auf der neu gegründeten Website WhyNotBi.com des Unternehmens MindGeek, was in der Community kontrovers diskutiert wurde. Für eine Bi-Szene gewann er 2020 einen GayVN Award.
Im Oktober 2019 gab Woods bekannt, dass er nach dem Angriff auf ihn Therapeuten konsultiert hatte und dass er schließlich als Resultat aus der Erfahrung beschlossen hat, sich aus der Pornoindustrie zurückzuziehen. Im Oktober drehte er seine letzte Szene. Im Januar und Februar 2020 spielte er neben Dragqueens (u. a. Eureka O’Hara) in der Aufführung von Women Behind Bars im Montalbán-Theater in Los Angeles die männlichen Rollen, ein Part, der in der Vergangenheit üblicherweise mit einem Pornostar besetzt wurde. Er wurde Teil des Brand & Model Development Team für die Falcon Studios Group und das Naked Sword Network.
Als Stand-up-Comedian tritt er in Clubs und Hotels in Los Angeles und Las Vegas und erreichte 2016 beim L.A.'s Funny Comic Contest das Finale. Er verbindet seine beiden Tätigkeiten, indem er in seinen Programmen über das Komische, Bizarre und Anekdoten zu Sexualität und der Pornoindustrie erzählt.
Seit 2017 arbeitet er mit seiner Mutter an einem Erfahrungsbuch.

## Filme (Auswahl)
- 2015: I’d Hit That, Raging Stallion
- 2016: Betrayed, Bromo
- 2016: Fuck Me I’m Famous, Naked Sword
- 2016: Erect This, Raging Stallion
- 2016: Wild Weekend, Falcon Studios
- 2016: Steam Room, Juicy Boys
- 2016: Scared Stiff, Naked Sword
- 2016: The Pilot, Men.com
- 2016: Ravish the Cock, Pride Studios
- 2017: Dad’s Diary, Men.com
- 2017: Pop Star: XXX Parody, Men.com
- 2017: Star Wars: The Gay Awakens – A XXX Parody, Men.com
- 2017: It’s Coming, Falcon Studios
- 2017: Love & Lust in New Orleans, Falcon Studios
- 2018: Berkeley Sophomore Year, Naked Sword
- 2018: The Graduation, Icon Male
- 2018: Zack & Jack make a Porno, Falcon Studios
- 2018: Robbing Dick, Men.com
- 2019: Don’t Tell My Wife, Icon Male
- 2019: Big Dick Superheroes: Taken Down, Lance Hart Studios
- 2019: Stepbrother’s Obsession, Mile High
- 2019: All In The Family, Icon Male
- 2019: Business Affair, Gentlemen’s Closet
- 2019: Leather-Gloved Lechery, Kink
- 2019: Bareback Crashpad, Raging Stallion
- 2019: Gay Super Villains: Hypno and Control, Lance Hart Studios
- 2019: Daddyland, CockyBoys
- 2019: Doctor Is In … Me, Icon Male
- 2019: 7 Minutes In Heaven, Falcon Studios
- 2019: Hard at Work, Noir Male
- 2020: Anatomy of a Men Scene, Men.com
- Lost Dads, Pantheon Productions
- 2020: My Stepson’s Buddy, Icon Male
- 2020: Trophy Dads, Pantheon Productions

## Auszeichnungen und Nominierungen
Cybersocket Awards
2020:
- Beste Persönlichkeit – Nominierung
- Bester Pornstar – Nominierung
- Bester Webcam-Performer – Nominierung

GayVN Awards
2018:
- Beste Duo-Sexszene: It’s Coming (2017) – Nominierung
- Beste Gruppen-Sexszene: Scared Stiff (2016) – Nominierung
- Bester Nebendarsteller: Scared Stiff – Nominierung
- Fan-Award Social-Media-Star – Nominierung
- Performer des Jahres – Nominierung

2019:
- Beste Duo-Sexszene: Love and Lust in New Orleans (2017) – Nominierung
- Bester Schauspieler: Zack & Jack make a Porno (2018) – Gewinner
- Performer des Jahres – Gewinner

2020:
- Beste Bi-Szene: Free for All – Gewinner mit Natalie Mars, Ella Nova und Ricky Larkin
- Beste Fetisch-Szene: Rosebud (2019) – Nominierung
- Beste Gruppen-Sexszene: Return to Sender (2019) – Nominierung
- Bester Nebendarsteller: Please, Mr. Postman (2019) – Nominierung

Grabby Awards
2017:
- Performer des Jahres – Gewinner

2019:
- Bester Schauspieler: Zack & Jack make a Porno – Gewinner
- Bester Versatiler Performer – Nominierung

StraightUpGay Porn Awards
2018:
- Bester Schauspieler: Zack & Jack make a Porno – Nominierung

2020:
- Beliebteste Gruppen-Sexszene: Return to Sender (2019) – Nominierung

XBIZ Awards
2018:
- Schwuler Performer des Jahres – Nominierung

2019:
- Clip Artist des Jahres – Gewinner
- Schwuler Performer des Jahres – Nominierung
- Schwuler Performer des Jahres – Nominierung